# Vexillum (Costellaria) macandrewi
Vexillum (Costellaria) macandrewi is een slakkensoort uit de familie van de Costellariidae. De wetenschappelijke naam van de soort werd in 1874 voor het eerst geldig gepubliceerd door George Brettingham Sowerby II.